# Arthur Edward Waite
Arthur Edward Waite (New York, 2 ottobre 1857 – Londra, 19 maggio 1942) è stato un mistico ed esoterista statunitense.
Fu anche il creatore di un mazzo di tarocchi noto come Rider-Waite, assieme all'artista e illustratrice Pamela Colman Smith. Il suo biografo, R.A. Gilbert lo descrisse così: «Il nome di Waite è passato alla storia perché fu il primo a tentare uno studio sistematico della storia dell'occultismo occidentale, visto come tradizione spirituale piuttosto che un aspetto della proto-scienza o come degenerazione di religione».

## Giovinezza
Waite nacque negli Stati Uniti. Il padre, Cap. Charles F. Waite, morì quando egli era ancora bambino e sua madre, Emma Lovell, decise quindi di ritornare in Inghilterra, sua patria d'origine, ove lui venne allevato. Waite frequentò una piccola scuola privata nella zona nord di Londra, non disponendo la sua famiglia di molti mezzi finanziari. All'età di tredici anni passò poi al St. Charles' College. Quando lasciò la scuola per trovare lavoro come impiegato, iniziò a scrivere versi nel tempo libero. La morte della sorella Frederika, avvenuta nel 1874, lo indusse a intraprendere ricerche nell'ambito del paranormale, che lo portarono, all'età di ventuno anni, a diventare un assiduo e costante frequentatore della biblioteca del British Museum, dove studiò diverse branche dell'esoterismo. Lasciò il Cattolicesimo, al quale si era convertito, ed entrò nella Società teosofica.
All'età di circa trenta anni si sposò con Ada Lakeman (chiamata anche "Lucasta"), dalla quale ebbe una figlia, Sybil Waite. Qualche tempo dopo la morte della moglie Lucasta, avvenuta nel 1924, Waite si risposò con Mary Broadbent Schofield. Trascorse la maggior parte della sua vita a Londra e nelle vicinanze, avendo rapporti con diverse case editrici pubblicando la rivista The Unknown World (Il Mondo Sconosciuto).
A.E. Waite entrò nell'Ordine Ermetico della Golden Dawn nel 1891 e successivamente, nel 1901, divenne un massone, entrando poi nella Societas Rosicruciana in Anglia nel 1902. La Golden Dawn fu lacerata da ulteriori lotte intestine che portarono, tra gli altri, all'abbandono di Waite nel 1914. Nel 1915 fondò la Fratellanza della Rosa Croce,, che non va confusa con la Societas Rosicruciana di cui sopra. Da quel momento esistettero circa una dozzina di gruppi derivati dalla Golden Dawn iniziale, che non esistette mai più come tale.

## Autore e ricercatore
Waite fu un autore prolifico e molti dei suoi lavori furono ben accolti nei circoli accademici. Scrisse testi sull'occulto riguardanti tra l'altro la divinazione, l'esoterismo, il Rosicrucianesimo, la Massoneria, la magia cerimoniale bianca e nera, la Kabbalah e l'alchimia; tradusse anche e ripubblicò diversi importanti testi di mistica e alchimia. I suoi lavori sul Sacro Graal, influenzato dalla sua amicizia con Arthur Machen, erano particolarmente degni di nota. Un discreto numero delle sue opere è tuttora stampato: Libro di Magia Cerimoniale (1911), La Santa Kabbalah (1929), Nuova Enciclopedia della Massoneria (1921), e la sua edizione e traduzione di Magia Trascendentale, le sue Dottrine e Rituali di Eliphas Lévi (1896) è stata ristampata di recente.

## I Tarocchi
Arthur Edward Waite è noto soprattutto in quanto coautore del mazzo dei Tarocchi Rider-Waite, molto popolari in tutto il mondo anglosassone, che accompagnavano un volume intitolato The Key to the Tarot (La Chiave dei Tarocchi, Rider & Son., London 1909), ripubblicato in versione ampliata l'anno seguente con il titolo La Chiave Illustrata dei Tarocchi.
Il mazzo Rider-Waite divenne molto popolare per il fatto che fu il primo, dopo molti secoli, in cui sono illustrate completamente tutte le 78 carte, e non solo i 22 arcani maggiori. Questo fatto rese possibile una decifrazione immediata dei significati divinatori, a differenza dei Tarocchi tradizioinali nel quali le carte numerali sono illustrate semplicemente con una quantità diversa di Coppe, Denari, Bastoni o Spade.
Anche l'illustratrice Pamela Colman Smith, che coadiuvò Waite nella realizzazione del mazzo, e che materialmente lo disegnò, apparteneva alla Golden Dawn; in seguito alla disgregazione dell'Ordine, Pamela entrò nel Rito Indipendente fondato da Waite.
Uno specialista di storia dei Tarocchi, Giordano Berti, ha individuato, tra le principali fonti dei Tarocchi Rider-Waite, alcune carte dei Tarocchi Sola-Busca, prodotti in Italia del Nord nel 1491. 
Il mazzo Sola-Busca fu disponibile al pubblico inglese a partire dal 1907, quando la famiglia milanese proprietaria delle 78 carte inviò al British Museum un set fotografico di tutto il mazzo, in bianco e nero. L'anno seguente, il British Museum organizzò una mostra nella quale furono esposte, assieme alle fotografie, anche le 23 incisioni originali che il Museo aveva acquisito nel 1845. La mostra fu certamente visitata da Waite e dalla Smith, che in quel periodo stavano elaborando i disegni per il mazzo ufficiale del Rito Indipendente.
In realtà, è stato recentemente dimostrato che tra il 1909 e il 1910 Waite ebbe alcuni ripensamenti sulle illustrazioni, cosicché due carte (Il Sole e Gli Amanti) dei mazzi stampati in quegli anni sono diverse per alcuni piccoli dettagli, mentre il retro differisce notevolmente da un mazzo all'altro..

## Altri lavori
- Waite, Edward, Inner and Outer Order Initiations of the Holy Order of the Golden Dawn, Canada: Burnaby, 2005. ISBN 0-9735931-7-2.